# Václav Brožík (karosář)
Václav Brožík starší (21. října 1821 Dýšina – 29. srpna 1895 Plzeň ) byl český konstruktér a podnikatel, výrobce kočárů a povozů v Plzni. Roku 1891 byla jím založená firma jmenována dvorním dodavatelem kočárů pro rakouského císaře Františka Josefa I. Po jeho smrti se továrna V. Brožík a syn vedená Václavem Brožíkem mladším zaměřila na výrobu automobilových karosérií.

## Život

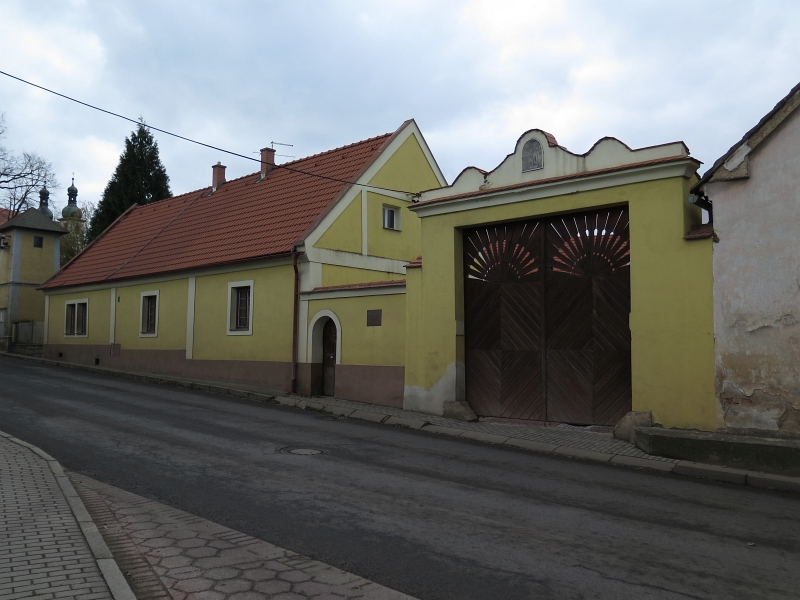
Blahošovský dvůr, rodný dům Václava Brožíka st., Dýšina

Narodil se do rodiny statkáře Františka Brožíka a jeho manželky Anny, rozené Šaškové, v Dýšině u Plzně. Odmala měl vřelý vztah ke koním. Vyučil se sedlářem a roku 1845 si v Solní ulici nedaleko hlavního plzeňského náměstí otevřel dílnu na výrobu kožených pásků, řemenů a koňských postrojů. V roce 1867 založil dílnu na výrobu kočárů v Přemyslově ulici na Říšském předměstí a ve stejném roce se zúčastnil i Světové výstavy v Paříži. V dílně se sedlářem vyučil i jeho syn Václav, kterého otec poslal na učení nejdříve do Drážďan (1871), následně do Berlína (1872) a Vídně (1873), v letech 1874–1877 působil v továrně na kočáry v Paříži. Po návratu se Václav Brožík mladší zapojil do chodu otcovy firmy a získané zkušenosti využil při přechodu od řemeslné ruční práce k tovární výrobě. V roce 1883 jej Václav Brožík starší jmenoval společníkem. V roce 1890 pak Václav Brožík mladší převzal vedení rodinné firmy a stal se jejím jediným vlastníkem. Na Jubilejní zemské výstavě v Praze roku 1891 firma získala čestný diplom za expozici 12 kočárů a při této příležitosti jí byl císařem Františkem Josefem I. propůjčen titul dvorního dodavatele kočárů. Rostoucí věhlas a zvyšující se produkce vedla k rozšíření výroby a přemístění továrny na křižovatku ulic Sirková a Nádražní, tzv. U Jána, nedaleko pivovaru Prazdroj. V roce 1895 zde byla vyrobena první automobilová karosérie, roku 1898 pak továrna dodala prvních 20 vozů pro tramvajovou elektrickou dráhu Františka Křižíka v Plzni. Kočáry firmy Brožík vynikaly zejména pohodlnou jízdou a vynikající ovladatelností.

### Úmrtí
Václav Brožík starší zemřel 29. srpna 1895. Byl pochován na hřbitově u Kostela Všech svatých v Plzni. Jeho syn a později vnuci pokračovali v řízení firmy až do převzetí moci v Československu komunistickou stranou v únoru 1948. Firma Brožík byla následně znárodněna a zařazena pod firmu Karosa.
Roku 2014 byl na jeho rodném domě odhalena pamětní deska.

## Galerie

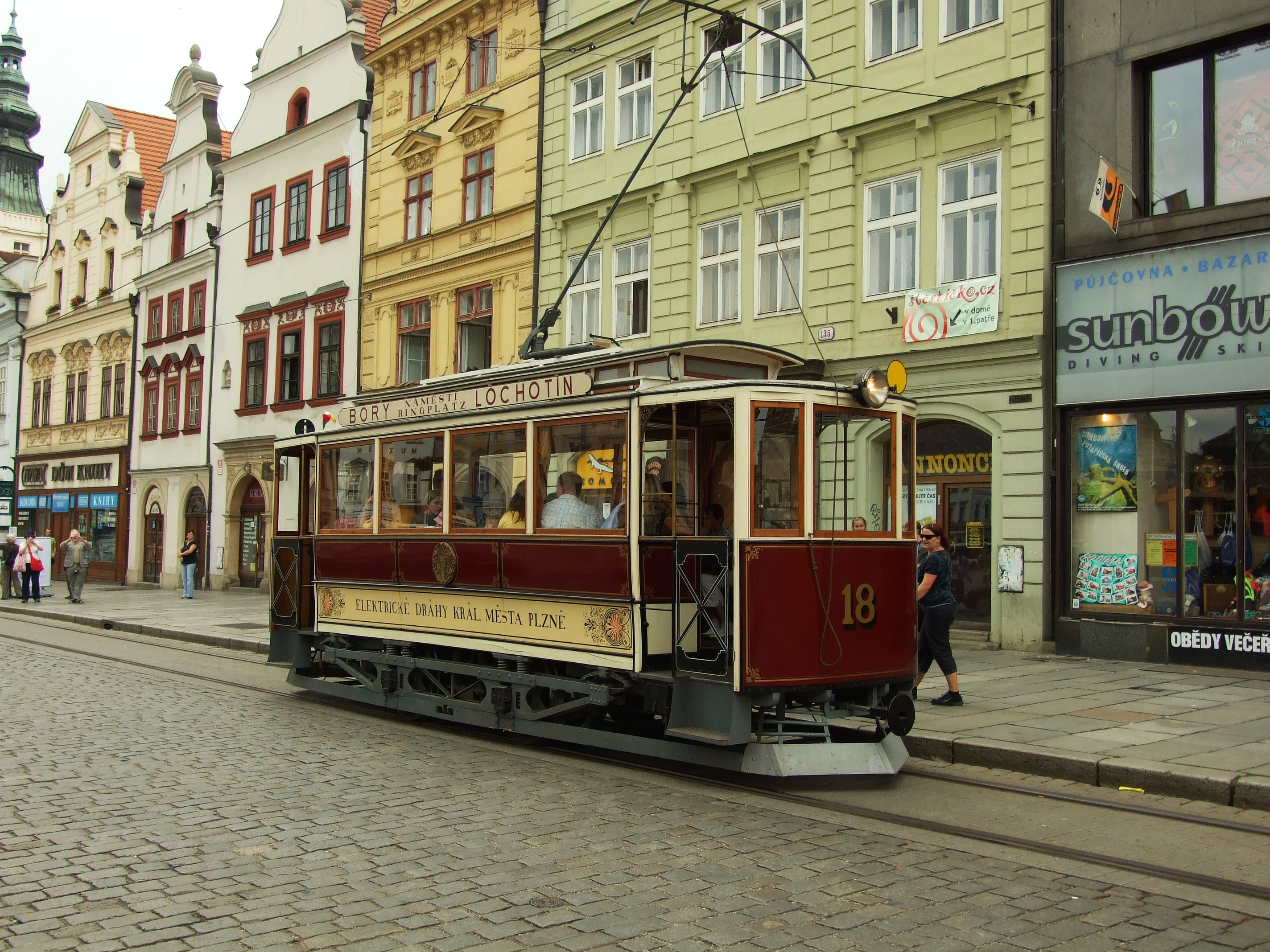
Plzeňská tramvaj č. 18 z roku 1899 je nejstarší provozuschopnou elektrickou tramvají ve střední Evropě. Tramvaj byla vyrobena karosárnou Václava Brožíka (v té době již ve vlastnictví V. Brožíka ml.) a Františkem Křižíkem.